# 船山区
船山区（せんざん-く）は中華人民共和国四川省遂寧市に位置する市轄区。

## 地理
涪江は、嘉陵江の支流とされ長江に通じている。

## 歴史
2003年12月18日、遂寧市市中区が船山区と安居区に2分割され新たな行政区が設置される。

## 行政区画
- 街道:南津路街道、凱旋路街道、高升街街道、鎮江寺街道、育才路街道、介福路街道、嘉禾街道、広徳街道、富源路街道、竜坪街道、霊泉街道、慈音街道、九蓮街道、南強街道、楊渡街道、西寧街道
- 鎮:竜鳳鎮、仁里鎮、永興鎮、河沙鎮、新橋鎮、桂花鎮、老池鎮、保升鎮、北固鎮
- 郷:唐家郷

## 交通
鉄道
- 中国鉄路総公司
  - 中国鉄路成都局集団公司
    - 遂渝線 （三星駅 (四川省)（中国語版、英語版） - 遂寧駅（中国語版） - 遂寧南駅（中国語版） - 新橋路線所（中国語版）)

道路
高速道路
- 成渝地区環状高速道路（中国語版）（綿遂高速道路）
- 滬蓉高速道路（成南高速道路）

国道
- G318国道
- G350国道（中国語版）

省道
- 205省道

## 健康・医療・衛生
- 遂寧市中心医院（重慶医科大学附属遂寧市中心医院、川北医学院付属遂寧医院）[1]
- 遂寧市第三人民医院
- 遂寧市船山区人民医院
- 遂寧市市中医院
- 遂寧市船山区婦幼保健院
- 遂寧市紅十字医院